# 畑駅
畑駅（はたけえき）は、かつて広島県尾道市木ノ庄町畑（はた）に位置していた、尾道鉄道の駅（廃駅）である。

## 概要
相対式ホーム2面2線を有する無人駅で、地上駅。尾道鉄道廃止後は、国道184号の片隅にホーム跡のみ現存している。

## 歴史
- 1926年（大正15年）4月28日：石畦 - 市間の開通に伴い開業[1]。
- 1957年（昭和32年）2月1日：石畦 - 市の廃止に伴い、廃駅。

## 駅周辺
- 竜王山
- 熊野神社
- 中国バス「畑（）」バス停・「上徳口」バス停（国道184号）

## 隣の駅
尾道鉄道
尾道鉄道線
西校上駅 - 畑駅 - 諸原駅